# Novafroneta gladiatrix
Novafroneta gladiatrix là một loài nhện trong họ Linyphiidae.
Loài này thuộc chi Novafroneta. Novafroneta gladiatrix được A. David Blest miêu tả năm 1979.